# Sadalmelik
Sadalmelik (arab.; Alfa Aquarii, α Aqr) – gwiazda w gwiazdozbiorze Wodnika, odległa o około 523 lata świetlne od Słońca.

## Nazwa
Gwiazda ta ma nazwę własną Sadalmelik, pochodzącą od arabskiego ‏سعد الملك‎ sa‘d al-malik, co oznacza „szczęśliwą [gwiazdę] króla”, bądź „królestwa”. Międzynarodowa Unia Astronomiczna w 2016 roku formalnie zatwierdziła użycie nazwy Sadalmelik dla określenia tej gwiazdy.

## Charakterystyka
Jest to żółty nadolbrzym. Gwiazda należy do typu widmowego G2 i ma temperaturę około 6000 K, jej jasność jest około 1990 razy większa niż jasność Słońca. W odróżnieniu od wielu podobnych gwiazd, Sadalmelik nie jest cefeidą. Emituje typowy dla swojej klasy, względnie chłodny wiatr gwiazdowy, ale nietypowo ma także pole magnetyczne tworzące gorącą koronę, analogiczną do korony słonecznej.
Gwiazda ma optyczną towarzyszkę, niewidoczną gołym okiem gwiazdę o obserwowanej wielkości gwiazdowej 12,2m, odległą o 110″ (pomiar z 2008 roku). Ponadto Sadalmelik i Sadalsuud (Beta Aquarii) wykazują podobny ruch własny.